# Liste der Monuments historiques in Ville-en-Selve
Die Liste der Monuments historiques in Ville-en-Selve führt die Monuments historiques in der französischen Gemeinde Ville-en-Selve auf.

## Liste der Objekte
| Bezeichnung                                 | Beschreibung                                                                 | Standort                     | Kennzeichnung | Schutzstatus | Datum | Bild |
| ------------------------------------------- | ---------------------------------------------------------------------------- | ---------------------------- | ------------- | ------------ | ----- | ---- |
| Gemälde Flucht nach Ägypten                 | Ölfarbe auf Leinwand, 17. Jahrhundert                                        | in der Kirche St-Remi (Lage) | PM51003611    | Inscrit      | 1989  |      |
| Skulptur Madonna mit Kind                   | Stein, 14. Jahrhundert                                                       | in der Kirche St-Remi (Lage) | PM51003610    | Inscrit      | 1989  |      |
| Hauptaltar                                  | Altartisch, Retabel und Gemälde; Holz, Ölfarbe auf Leinwand, 18. Jahrhundert | in der Kirche St-Remi (Lage) | PM51003614    | Inscrit      | 1989  |      |
| Gemälde Jerusalem mit aufgesetztem Kruzifix | Ölfarbe auf Leinwand, Holz, farbig gefasst, 17. Jahrhundert                  | in der Kirche St-Remi (Lage) | PM51003613    | Inscrit      | 1989  |      |
| Gemälde Heilige Familie                     | Ölfarbe auf Leinwand, 17. Jahrhundert                                        | in der Kirche St-Remi (Lage) | PM51003612    | Inscrit      | 1989  |      |
| Skulptur Heiliger Remigius                  | Holz, farbig gefasst, 18. Jahrhundert                                        | in der Kirche St-Remi (Lage) | PM51003615    | Inscrit      | 1989  |      |